# Caco de Friul
Caco (em latim: Caccus) foi um nobre lombardo do século VII, filho do duque de Friul Gisulfo II e sua esposa Romilda e irmão de Tassão, Radoaldo e Grimualdo. Em 610, foi capturado pelos ávaros durante a captura de Fórum de Júlio, porém conseguiu escapar com seus irmãos.
Em 610/611, tornou-se duque de Friul ao lado de Tassão. Eles subjugaram uma comunidade esclavena vizinha e forçaram-a a pagar tributo aos duques de Friul. Tasso e Caco foram traiçoeiramente assassinados pelo exarca de Ravena Gregório em Opitérgio.